# Menemerus tropicus
Menemerus tropicus là một loài nhện trong họ Salticidae.
Loài này thuộc chi Menemerus. Menemerus tropicus được Wanda Wesołowska miêu tả năm 2007.